# تورنگ‌تپه (باستانی)
تورنگ‌تپه مربوط به دوران پیش از تاریخ ایران باستان است و در نزدیکی روستای تورنگ‌تپه شهرستان گرگان در شمال شرقی شهر گرگان جای گرفته و این اثر در تاریخ ۱۵ دی ۱۳۱۰ با شمارهٔ ثبت ۶۶ به‌عنوان یکی از آثار ملی ایران به ثبت رسیده‌است.